# 银杏属
银杏属（學名：Ginkgo）是一支古老的裸子植物，已知的最早化石纪录产生于1.65亿年前的侏罗纪。演化速度缓慢，至上新世末几乎所有属内成员都已灭绝，现仅存银杏一个物种，野外原生种群仅见于中國南部，后引种于世界各地，被认为是远古时代遗留的“活化石”。
1691年，德国学者恩格柏特·坎普法（德文：Englebert Kaempfer）根据日本长崎佛寺中的银杏建立了银杏属，属名“Ginkgo”源自日語中一词的方言读音（罗马化：ginkyō）。1771年瑞典学者林奈正式描述了银杏，并以 biloba 作为种加词，以表示银杏叶片二裂的特点。

## 演化
銀杏屬的演化趨勢是一個退縮的過程。化石證據顯示，銀杏屬的演化趨勢為胚珠器官的珠柄逐漸退縮最終消失，胚珠體積不斷增加，成熟胚珠數目逐漸減少直至只有一枚種子直接著生於較粗的總柄上，而葉片不斷扁化、蹼化和融合。

## 下级分类
- 银杏属 Ginkgo
  - †铁线蕨型银杏 Ginkgo adiantoides
  - 银杏 Ginkgo biloba
  - †克倫銀杏 Ginkgo cranei
  - †革质银杏 Ginkgo coriacea
  - †指状银杏 Ginkgo digitata
  - †Ginkgo dissecta
  - †胡顿银杏 Ginkgo huttonii
  - †粗壮银杏 Ginkgo obrutschewii
  - †西伯利亚银杏 Ginkgo sibirica
  - †义马银杏 Ginkgo yimaensis